# Thlaspi zangezuricum
Thlaspi zangezuricum är en korsblommig växtart som beskrevs av Nikolai Nikolaievich Tzvelev. Thlaspi zangezuricum ingår i släktet skärvfrön, och familjen korsblommiga växter. Inga underarter finns listade i Catalogue of Life.